# Geoffroy z Villehardouinu
Geoffroy z Villehardouinu (francouzsky Geoffroi de Villehardouin, asi 1150 – asi 1213) byl francouzský rytíř a historik, který se účastnil a zaznamenal Čtvrtou křížovou výpravu. Je považován za jednoho z nejvýznamnějších historiků své doby; nejznámější je jeho dílo Histoire de la Conquête de Constantinople (Dějiny dobytí Konstantinopole) o bitvě u Konstantinopole mezi západními a východními křesťany dne 13. dubna 1204. Dobytí je nejstarší francouzská historická próza, která přežila až do moderní doby. Jeho celý titul zněl „Geoffrey de Villerhardouin, maršálek Champagne a Romanie“.

## Životopis
Narodil se kolem roku 1155 jako nejstarší syn Damerony, druhé manželky Villaina z Arzillières/Villehardouinu. Byl dvakrát ženat - poprvé s Berengarií z Villemaur a podruhé s Chanou z Lézines. Z prvého svazku měl nejméně dvě dcery, z druhého manželství pocházeli dva synové a další dcera. V roce 1185 byl jmenován maršálkem champagneského hrabství.

### Účast na křížových výpravách
Společně s hrabětem Jindřichem II. ze Champagne se zúčastnil třetí křížové výpravy, kolem roku 1194 již však byl zpět v rodném kraji. O pět let později se během rytířského klání pořádaného hrabětem Theobaldem III. ze Champagne připojil k další kruciátě. Theobald jej jmenoval jedním z velvyslanců do Benátek, aby zajistil lodě pro přepravu. Také pomohl ke zvolení Bonifáce z Montferratu jako nového velitele výpravy poté, co hrabě Theobald zemřel.
Je pravděpodobné, že podporoval odklon křižáků napřed k Zadaru a poté i ke Konstantinopoli. Když byl v Konstantinopoli, sloužil také jako vyslanec u Izáka II. Angela a byl jedním z těch, kteří požadovali, aby Izák učinil Alexia IV. spolucísařem. Po dobytí Byzantské říše roku 1204 byl jmenován maršálkem Latinského císařství; sloužil jako vojenský velitel a vedl útěk z bitvy u Adrianopole v roce 1205 poté, co byl císař Balduin zajat oddíly Druhé bulharské říše. Odměnou za jeho služby mu Bonifác z Montferratu daroval město Messinopolis v Thrákii.
Roku 1207 začal psát kroniku o křížové výpravě O dobytí Konstantinopole. Byla spíše napsána francouzsky než latinsky, což z ní činí nejranější francouzskou prózu. Geoffreyho přínos je na stejné úrovni jako Roberta z Clari, francouzského rytíře z nižší vrstvy, Nikety Choniata, vysoce postaveného byzantského úředníka a historika, který stejné události popsal ze svého pohledu, a Gunthera z Pairis, cisterciáckého mnicha, který převyprávěl příběh svého opata Martina, jenž putoval s křižáky.
Villehardouinův stejnojmenný synovec se v roce 1209 stal achajským knížetem v Morei (Morea - středověké jméno pro Peloponnéský poloostrov). Villerhardouin sám zemřel krátce poté; existují informace o památnících, vztyčovaných jeho dětmi na otcovu počest roku 1218, lze tedy předpokládat, že zemřel před rokem 1219.